# Jacques Villeret
Jacques Villeret (Loches, 6 februari 1951 – Évreux, 28 januari 2005) was een Frans acteur.

## Leven en werk

### Afkomst
Villeret werd als Mohamed Boufroura geboren. Zijn vader was een in Frankrijk wonende Algerijn van kabyle afkomst, zijn moeder was een Franse kapster. Nog voor hij één jaar oud was gingen zijn ouders uitelkaar. Hij nam later de achternaam aan van de tweede echtgenoot van zijn moeder.

### Toneelopleiding en toneelcarrière
Hij volgde eerst toneellessen in Tours, en zette zijn opleiding voort in Parijs, aan het het gereputeerde Conservatoire national supérieur d'art dramatique (CNSAD). Villeret werd hier gevormd door Louis Seigner en studeerde in 1973 af. Zijn eerste ervaringen deed hij op door in stukken van Feydeau, Ionesco en Molière te spelen. Vanaf 1975 bracht hij tien jaar lang een grappige onemanshow. Daarna keerde hij nog maar zelden naar de bühne terug. In de jaren negentig behaalde hij wel nog enorm veel succes met La Contrebasse, Patrick Süskinds toneelstuk voor één acteur, en vooral met Le Dîner de cons waarvan hij meer dan zeshonderd voorstellingen gaf.

### Jaren zeventig: filmdebuut en ontmoeting met Claude Lelouch
In de filmwereld debuteerde hij dankzij Yves Boisset die hem de rol van een soldaat toevertrouwde in het Algerijnse Oorlogsdrama R.A.S. (1973). Boisset gaf hem spoedig een tweede rol, nu in het sociaal antiracistisch drama Dupont Lajoie (1975). Zijn eerste belangrijke rollen kreeg hij van Claude Lelouch die hem zijn vaste acteur maakte. In tien jaar tijd werkten Lelouch en Villeret samen in acht films waarvan het drama Le Bon et les Méchants (1976), de komedie Robert et Robert (1978) die hem de César voor beste acteur in een bijrol opleverde, en de mozaïekfilm Les Uns et les Autres (1981) de meeste bijval opleverden.
In de jaren zeventig gaf Villeret dikwijls gestalte aan een mollige, goedgelovige, joviale maar verlegen man die regelmatig de kop van Jut was. In dat verband waren Robert et Robert en Bête mais discipliné goede voorbeelden. Dat hij ook meer ernstige rollen aankon bewees hij in die periode onder meer in het intimistische Passe montagne (1978), in het bevreemdende Tweede Wereldoorlogdrama Un balcon en forêt (1979, in het post-apocalyptische Malevil (1981), en in het historisch drama Danton (1983).

### Jaren tachtig: doorbraak
In Bête mais discipliné speelde Villeret in 1979 zijn eerste hoofdrol. De film van komediespecialist en succesregisseur Claude Zidi sloeg echter niet aan bij het grote publiek. In 1981 werd Villeret wel een vedette dankzij zijn rol van het buitenaards wezen in de succesrijke sciencefictionkomedie La soupe aux choux waarin hij zich aardig handhaafde naast hoofdrolspelers Louis de Funès en Jean Carmet. In 1983 volgde de bevestiging met de rol van de broer van Hitler in de kaskraker Papy fait de la résistance (1983), een Tweede Wereldoorlogkomedie.

### Jaren negentig: François Pignon
In 1998 zette hij onberispelijk het François Pignon-personage neer in de komische kaskraker Le Dîner de cons, de verfilming van het gelijknamige toneelstuk, die in 1998 de meest succesvolle film in Frankrijk was, op Titanic na. Voor zijn vertolking van het onwaarschijnlijk sullig, naïef en vriendelijk typetje kreeg Villeret de César voor beste acteur.

### Jaren tweeduizend: dramatische hoofdrollen
Hij was ook tot dramatische hoofdrollen in staat, in degelijke literatuurverfilmingen bijvoorbeeld zoals Un aller simple (2001), gebaseerd op Didier van Cauwelaerts met de Prix Goncourt (1994) bekroonde gelijknamige roman. In Vipère au poing (2004), gebaseerd op de autobiografische gelijknamige roman (1948) van Hervé Bazin, was hij een begripvolle maar laffe vader die niet tegen zijn vrouw op kon. In Les Âmes grises (2005), gebaseerd op de gelijknamige met de Prix Renaudot (2003) bekroonde roman van Philippe Claudel, was hij een duistere en cynische rechter.

### Vruchtbare samenwerkingen
Naast Boisset en Lelouch deden ook andere bekende regisseurs, zoals Henri Verneuil en Alexandre Arcady, meerdere keren een beroep op zijn talent. Zelfs Nouvelle Vague-icoon Jean-Luc Godard vertrouwde hem twee keer een bijrol toe.
Opvallend waren eveneens zijn vertolkingen, telkens aan de zijde van André Dussollier, in drie films van Jean Becker. In de idyllische tragikomedie Les Enfants du marais (1999) speelde hij een rol die zijn imago van ietwat sullige, onhandige en luie man alle eer aandeed. In de tragikomedie Un crime au paradis (2001) ontpopte hij zich echter tot een moordlustige boer die de perfecte moord op zijn onverdraaglijke vrouw wil plegen. In het drama Effroyables jardins (2003) was hij een plattelandsonderwijzer die met Dussollier een geheim oorlogsverleden deelt.

### Privéleven
Villeret trouwde in 1979 met de actrice Irina Tarassov. In 1998 gingen ze uit elkaar. In haar boek Un jour tout ira bien vertelde Tarassov over hun leven en over Villerets strijd tegen zijn alcoholisme dat hem uiteindelijk het leven kostte.
In 2002 ontmoette hij Seny, een Senegalese weduwe die hij in 2004 aan zijn familie voorstelde. Zij wilde bij hem intrekken, maar Villeret overleed begin 2005, een week voor zijn 54e verjaardag, aan de gevolgen van een inwendige bloeding, veroorzaakt door een leverziekte.
Villeret was ridder in het Legioen van Eer.

## Filmografie (ruime selectie)
- 1973 - RAS (Yves Boisset)
- 1974 - Un amour de pluie (Jean-Claude Brialy)
- 1974 - Toute une vie (Claude Lelouch)
- 1975 - Dupont Lajoie (Yves Boisset)
- 1976 - Le Bon et les Méchants (Claude Lelouch)
- 1976 - Si c'était à refaire (Claude Lelouch)
- 1977 - Un autre homme, une autre chance (Claude Lelouch)
- 1978 - Robert et Robert (Claude Lelouch)
- 1978 - Mon premier amour (Élie Chouraqui)
- 1978 - Passe montagne (Jean-François Stévenin)
- 1979 - Confidences pour confidences (Pascal Thomas)
- 1979 - Un balcon en forêt (Michel Mitrani)
- 1979 - À nous deux (Claude Lelouch)
- 1979 - Bête mais discipliné (Claude Zidi)
- 1981 - Malevil (Christian de Chalonge)
- 1981 - Les Uns et les Autres (Claude Lelouch)
- 1981 - La soupe aux choux (Jean Girault)
- 1982 - Le Grand Frère (Francis Girod)
- 1983 - Danton (Andrzej Wajda)
- 1983 - Effraction (Daniel Duval)
- 1983 - Édith et Marcel (Claude Lelouch)
- 1983 - Circulez y a rien à voir (Patrice Leconte)
- 1983 - Prénom Carmen (Jean-Luc Godard)
- 1983 - Papy fait de la résistance (Jean-Marie Poiré)
- 1983 - Garçon! (Claude Sautet)
- 1984 - Les Morfalous (Henri Verneuil)
- 1985 - Hold-Up (Alexandre Arcady)
- 1987 - Dernier été à Tanger (Alexandre Arcady)
- 1987 - L'Été en pente douce (Gérard Krawczyk)
- 1987 - Soigne ta droite (Jean-Luc Godard)
- 1988 - Mangeclous (Moshé Mizrahi)
- 1992 - Le Bal des casse-pieds (Yves Robert)
- 1993 - 588, rue Paradis (Henri Verneuil)
- 1998 - Le Dîner de cons (Francis Veber)
- 1999 - Les Enfants du marais (Jean Becker)
- 2000 - Les Acteurs (Bertrand Blier)
- 2001 - Un crime au Paradis (Jean Becker)
- 2001 - Un aller simple (Laurent Heynemann)
- 2003 - Effroyables jardins (Jean Becker)
- 2003 - Le Furet (Jean-Pierre Mocky)
- 2004 - Vipère au poing (Philippe de Broca)
- 2005 - Les Âmes grises (Yves Angelo)
- 2005 - Les Parrains (Frédéric Forestier)

## Prijzen en nominaties

### Prijzen
- 1979 - Robert et Robert : César voor beste acteur in een bijrol
- 1999 - Le Dîner de cons : César voor beste acteur
- 1999 - Le Dîner de cons : Prix Lumière voor beste acteur

### Nominaties
- 1984 - Garçon! : César voor beste acteur in een bijrol
- 1991 - La Contrebasse : Molière voor beste acteur
- 1994 - Le Dîner de cons : Molière voor beste acteur
- 2001 - Jeffrey Bernard est souffrant : Molière voor beste acteur

## Documentaire
- Frédéric Zamochnikoff: Jacques Villeret : L’angoissé qui voulait nous faire rire (2014)

- Bibsys: 11030240
- Biblioteca Nacional de España: XX1270675
- Bibliothèque nationale de France: cb139008606 (data)
- Gemeinsame Normdatei: 130170976
- International Standard Name Identifier: 0000 0001 2132 1987
- Library of Congress Control Number: no2001082969
- MusicBrainz: 21da50c0-6b2a-484c-a104-1b5e436f53ea
- Nationale Bibliotheek van Israël: 987007339652305171
- Nationale Bibliotheek van Polen: a0000001275891
- Nederlandse Thesaurus van Auteursnamen: 266753892
- Réseau des bibliothèques de Suisse occidentale: 02-A006583596
- SNAC: w6q828f0
- Système universitaire de documentation: 057762309
- Virtual International Authority File: 49409685
- WorldCat: E39PBJkXx7pJ44R4mqtgvPfrMP